# Мобільний стелаж

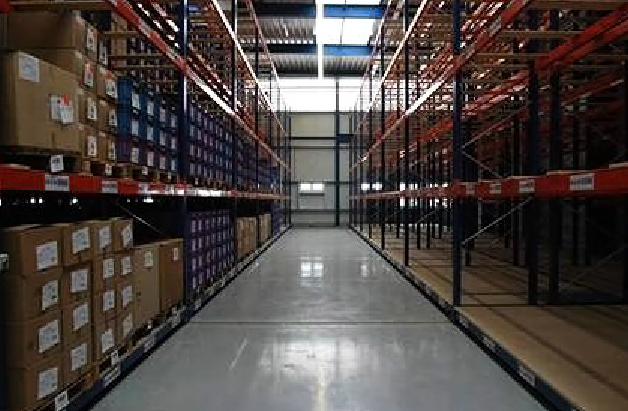
Мобільний стелаж

Мобільний стелаж — пересувна стелажна система, яка характеризується компактністю зберігання, економією складського простору та зручністю використання.
Пересувні стелажі збільшують щільність складування товарів, що дозволяє майже вдвічі наростити складські потужності на тих самих площах. Вони застосовуються для всіх типів складів, особливо актуальні при нестачі складських площ або при неможливості розширення площі зберігання. Мобільні стелажні системи у кілька разів дорожчі за стаціонарні, то ж зазвичай вони обираються при будівництві складу, заводу чи архіву, коли є необхідність закласти у проект вдвічі менші площі, ніж було б використано зі звичайними стелажами. При цьому також вдається зекономити на експлуатаційних та витратах та електроенергії. У першу чергу це стосується енергоємних складів, наприклад з холодильним обладнанням.
Пересувні стелажі складаються з мобільної основи, по якій рухається надбудова. Надбудова може використовувати різні типи стелажів, наприклад, палетні фронтальні стелажі, поличкові чи консольні). На мобільних основах розміщуються мобільні платформи, які за допомогою електродвигуна пересуваються по рейкових напрямних, інтегрованих у підлогу. Управління рухом та контроль безпеки здійснює автоматична електронна система. Ці стелажні системи безпечні для експлуатації, оскільки при мінімальному зіткненні з предметом стелаж зупиняється.
Мобільні стелажі забезпечують максимальне використання обсягу складу, даючи доступ до кожної палети у будь-який час. У мобільній системі є лише один прохід між стелажами, а для отримання доступу до певного вантажу відповідні ряди розмикаються. Це дозволяє найраціональніше використовувати площу складу, збільшуючи обсяг зберігання в 1,5-2 рази порівняно зі звичайними палетними системами. Останні, в свою чергу, можуть бути встановлені на мобільні платформи, швидко збільшивши потужність діючого складу.

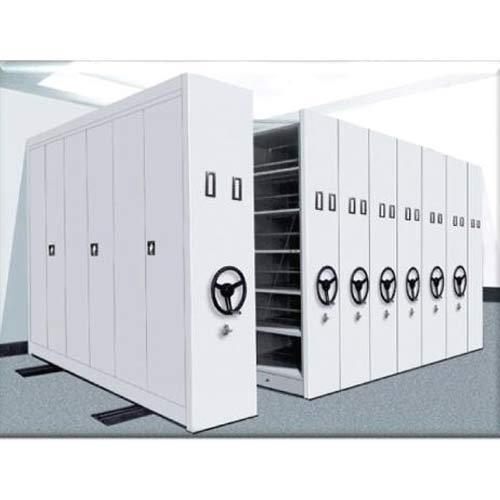
Мобільний архівний стелаж

Мобільні архівні стелажі — надійна і стійка конструкція, що використовується в установах, профіль діяльності яких пов'язаний зі зберіганням великої кількості документів протягом тривалого часу.
Мобільні архівні стелажі призначені для компактного зберігання вантажів невеликого розміру. Вони вирізняються невеликою масою конструкції та естетичний зовнішнім виглядом. Стелажі даного типу зазвичай використовуються для зберігання паперових архівів в банках, офісах, бібліотеках, архівах та в будь-яких приміщеннях, де необхідно максимально використовувати площу. Переміщення стелажів приводиться в рух вручну за допомогою приводу. На металевих архівних стелажах можна зберігати і звичайні вантажі.